# Pucadelphys andinus
Pucadelphys andinus és una espècie extinta de marsupial didelfimorf de la família Didelphidae. Les seves restes fòssils, datades en el Paleocè, procedeixen de Tiupampa (Bolívia).